# ビタミンK
ビタミンK (Vitamin K) は、脂溶性ビタミンの一種である。ビタミンK依存性タンパク質の活性化に必須であり、動物体内で血液の凝固や組織の石灰化に関わっている。したがって欠乏すると出血傾向となり、また骨粗鬆症や動脈硬化に関連していると考えられている。化学構造上は2-メチル-1,4-ナフトキノンの3位誘導体で、天然にはK1とK2の2種類があり、このうちK2にはイソプレノイド側鎖の長さや修飾が異なる多数の化合物が含まれる。

## 種類

代表的なビタミンKの構造式。MK-4とMK-7はともにビタミンK_{2}の一種。

ビタミンKにはK1からK5の5種類が知られている。天然のビタミンKは2-メチル-1,4-ナフトキノンを基本骨格とし、3位に結合した側鎖の構造に違いがある。
本項では主に動物体内におけるビタミンとしての解説を扱うので、化合物としての性質や動物以外の生物における機能については各項目を参照のこと。
ビタミンK1
フィロキノン、ファイトメナジオンなどとも呼ばれ、植物が光合成に使うために合成している。摂取源としては葉菜類、植物油、豆類、海藻類、魚介類などが挙げられる。
ビタミンK2
メナキノンとも呼ばれ、その側鎖の長さによってメナキノン-4、メナキノン-7の様に区別されている。この数字は側鎖を構成するイソプレン単位の数を表しており、それぞれMK-4、MK-7のように略記する。MK-4は動物体内に多く存在するもので、食餌から得たビタミンK1を動脈壁や膵臓、精巣などで変換している。原核生物はMK-6からMK-14という側鎖の長いメナキノンを合成し呼吸に利用している。摂取源としては食肉、鶏卵、乳製品などが挙げられるが、納豆には非常に多く含まれている。
ビタミンK3
メナジオンとも呼ばれ、動物体内で代謝されてビタミンK2となる。代表的な合成ビタミンKであるが、動物体内にも反応中間体としてわずかに存在する。大量摂取により毒性を示すためサプリメントとしては使用されないが、安価なビタミンK源として動物用飼料に添加されている。
ビタミンK4
メナジオールとも呼ばれ、ビタミンK3の還元型である。
ビタミンK5
4-アミノ-2-メチル-1-ナフトール。ビタミンK4の4位の水酸基をアミノ基に置換したもの。
これら一群の化合物は動物体内でビタミンKとして作用するが、全く等価という訳ではない。

## 変換

### K1→ K2変換
ビタミンK1のフィロキノンは、いくつかの組織(精巣、膵臓、血管壁)においてビタミンK2のMK-4に変換される。
いくつかの医薬品がこの変換過程に関わる一部の酵素を阻害することが判明しつつある。

## 状態
ビタミンKは以下の3つの状態がある。
| 名称                  | 略称 | 構造 | 説明                        |
| --------------------- | ---- | ---- | --------------------------- |
| ビタミンK             | K    |      | キノン骨格。                |
| ビタミンKヒドロキノン | KH2  |      | 還元型のビタミンK。         |
| ビタミンKエポキシド   | KO   |      | エポキシ化されたビタミンK。 |

## 機能

γ-カルボキシグルタミン酸

ビタミンKはガンマグルタミルカルボキシラーゼ（別名ビタミンK依存的カルボキシラーゼ）の補因子である。この酵素はGlaタンパク質と総称される一連のビタミンK依存性タンパク質の翻訳後修飾（カルボキシル化）に関わっており、その働きでGlaタンパク質の特定の位置にγ-カルボキシグルタミン酸(Gla)残基が生じ機能性が獲得される。Glaはグルタミン酸の4位の炭素がカルボキシル化され、1つの炭素原子に2つのカルボキシル基が結合した構造をしている。これによりカルシウムイオンをキレートすることができ、実際Glaタンパク質はカルシウムイオンの結合により活性化するものが多い。
それ以外に、食事から摂取したビタミンKは生体内でMK-4に転換し、核内受容体（SXR/PXR）と結合しコラーゲン産生に関与していることが知られる。

### Glaタンパク質
ビタミンKがGlaタンパク質の成熟に関わるメカニズムは以下の通りである。
1. ビタミンKは、ビタミンKエポキシド還元酵素(VKOR)により還元されビタミンKヒドロキノンになる[15]。
2. ガンマグルタミルカルボキシラーゼがビタミンKヒドロキノンをビタミンKエポキシドに酸化して、同時にタンパク質中の特定のグルタミン酸残基をカルボキシグルタミン酸に修飾する。[16][17]
3. 生じたビタミンKエポキシドはVKORによってビタミンKに戻される。

これをビタミンKサイクルと呼び、このサイクルが常にビタミンKを再生するのでビタミンKは欠乏しにくい。

Glaタンパク質はヒトの場合16個見付かっており、機能別に挙げると次の通りである。
血液凝固
凝固因子のプロトロンビン（prothrombin, factor II)、第VII因子(factor VII)、第IX因子(factor IX)、第X因子(factor X)、および凝固抑制因子のprotein C、protein S、protein Z。これらは肝臓で合成される。
組織の石灰化
骨芽細胞が作るオステオカルシン(osteocalcin, bone Gla protein)とマトリックスGlaタンパク質(matrix Gla protein)、ペリオスチン(periostin)、およびGla-rich protein。
細胞増殖因子
Growth arrest-specific protein 6 (Gas6)
機能不明
Proline-rich g-carboxy glutamyl proteins (PRGPs) 1 and 2, and transmembrane g-carboxy glutamyl proteins (TMGs) 3 and 4.
ガンマグルタミルカルボキシラーゼによりカルボキシル化されるグルタミン酸残基は、Glaドメインと呼ばれる構造中に存在することが多い。

### 血液凝固とビタミンK
血液凝固に関わる多くの因子がビタミンK依存性タンパク質であり、ビタミンKは正常な血液凝固に必須である。成人では、通常の食事で血液凝固に関してビタミンK不足になることは無いが、新生児、乳児、肝疾患により、出血症が知られる。新生児用の粉ミルクには、ビタミンKを食品添加物として入れてある。また、産科では出生時、出生1週間、一か月健診などの頃合いで、ビタミンKシロップを投与する。

### 骨代謝とビタミンK
ビタミンKのうちビタミンK2（MK-4）が骨粗鬆症の治療薬として利用されている。骨形成マーカーの1つであるオステオカルシンは、ビタミンKによって活性化され骨代謝を調節する。このオステオカルシンを十分に活性化するためには、血液凝固を維持するために必要なビタミンK量よりも多くのビタミンKを摂取しなければならない。納豆を多く食べる習慣のある地方では、納豆をあまり食べない地方よりも骨折が少ないことが知られており、納豆に含まれるビタミンK2(MK-7）が骨折を予防する因子と考えられる。ビタミンKのうち、MK-4やMK-7などのビタミンK2はオステオカルシンを活性化するだけでなく、骨組織に対して直接的に骨形成を促進し、骨の破壊を抑える効果がある。また、ビタミンK2は、骨のコラーゲン生産を促進し、骨質を改善する点に特徴がある。

## 病気との関連
欠乏症のほか、研究段階ではあるが、心臓、骨、腎臓、脳、一部のがんやインスリン感受性などとの関連が研究されている。

### 欠乏症
- 血液凝固能の低下。
- 新生児・乳児のビタミンK欠乏性出血症（頭蓋内出血、消化管出血など）[32][33]。
- 潜在的な欠乏は、骨粗鬆症や骨折、動脈硬化。

### 動脈硬化
動脈にカルシウムが沈着する動脈石灰化が動脈硬化症の最も重要な症状の1つとして認識されている。ビタミンK依存性タンパク質の1つであるマトリックスGlaタンパク質(matrix Gla protein)を欠損したノックアウトマウスは、全身の動脈にカルシウムが沈着し死亡する。心臓病とビタミンK摂取量を調べた疫学研究で、ビタミンK2の摂取量が高い群では低い群と比べて動脈石灰化が抑制され、心臓病による死亡率が半分程度であったことが報告された。ビタミンK1摂取と石灰化抑制に関連が認められない一方で、ビタミンK2摂取は摂取量と石灰化抑制に関連が認められるとする報告がある。また、臨床試験においてビタミンK1とビタミンDを3年間投与すると血管の弾力性が維持されることも知られている。

### その他
- ビタミンK2の高用量摂取は、メタボリックシンドロームの発生を減らすとの報告がある[40]。
- ビタミンKはインスリン抵抗性(感受性)を改善し、2型糖尿病のリスクを低下させると示唆されている[41]。
- ビタミンK1が、白内障のリスクを低減するとする報告がある[42]。
- アルツハイマー病の患者では、ビタミンKの摂取量が少ないとする研究がある[43]。
- 歯周病病巣部では、歯肉溝滲出液中のビタミンK1濃度が低いという報告がある[44]。
- ビタミンK2(MK-7)は、アディポネクチンを増やし、内臓脂肪を低減させる可能性がある[45]。
- ラットでは、ビタミンK1の塗布により、傷の治りが早まるという報告がある[46]。
- ラットの脳では、スフィンゴ脂質の濃度が、ビタミンK2(MK-4)の濃度に相関しているとする研究がある[47]。
- ビタミンKと炎症との間に逆の相関があり、ビタミンKが多いと炎症マーカーが低くなるコホート研究がある[48]

### ビタミンKクリーム
ビタミンKクリームは、挫傷の治療や色素沈着の抑制に使われてきており、血管外の血液の除去を容易にする。ビタミンKとレチノールが含まれるクリームによって、有意に目の周囲の腫れや変色を減らすと考えられている。

## 摂取

### 食事摂取基準
「日本人の食事摂取基準 (2010年版)」において、ビタミンK摂取目安量は血液凝固を指標として決められている。
目安量
目安量（AI）は「潜在的な欠乏状態を回避できる摂取量として82 µg/日（体重72 kg）が必要であるとのアメリカの報告」に基づいて体重比で求められており、通常の食生活で充分に摂取されていれば欠乏症に陥ることはほとんどないと考えられている。
| 年齢     | 男性 | 女性 |
| -------- | ---- | ---- |
| 18-29歳  | 75µg | 60µg |
| 30歳以上 | 75µg | 65µg |
| 年齢     | 男性  | 女性  |
| -------- | ----- | ----- |
| 18-29歳  | 150µg | 150µg |
| 30歳以上 | 150µg | 150µg |
上限量(UL)
- ビタミンK1(フィロキノン)とビタミンK2(メナキノン)については副作用の報告がなく耐容上限量は設定されていない。
- ビタミンK3(メナジオン)は大量摂取による毒性が認められる場合があるとしている。

病気の場合
「骨粗鬆症の予防と治療ガイドライン」では、250-300µgの摂取を推奨している。

### 摂取源
腸内細菌の合成
ヒトなどの腸管内には腸内細菌が棲んでいるが、腸内細菌はビタミンB群や、ビタミンKの合成を行っている。腸内細菌は、長鎖MK（MK-8～MK-13）を多く作る。成人では腸内細菌の作るビタミンKにより必要量をまかなえると考えられていたが、腸内細菌由来のビタミンKを遠位消化管から吸収することは難しく、腸内細菌由来のビタミンKの利用だけでは十分に得ることができない。

食事からの摂取
| 食品               | 1食分          | ビタミンK （μg:マイクログラム） | 備考 |
| ------------------ | -------------- | ------------------------------- | ---- |
| ブロッコリー       | 1/4株（60g）   | 96 µg                           |      |
| 小松菜             | 1/4束（95g）   | 200 µg                          |      |
| キャベツ           | 1 枚 （50g）   | 39 µg                           |      |
| にら               | 1/4束（30g）   | 54 µg                           |      |
| モロヘイヤ         | 1/4束（60g）   | 384 µg                          |      |
| ほうれん草         | 1/4束（60g）   | 162 µg                          |      |
| 納豆               | 1パック（50g） | 300 µg                          |      |
| 干しワカメ         | 5g             | 33 µg                           |      |
| 鶏もも肉（皮付き） | 1/2枚（120g）  | 35 µg                           | [59] |

以下は100g当たり
ビタミンK1が多い食品
シソ(1007µg)、春菊(茹で、627µg)、ほうれん草(茹で、525µg)、小松菜(茹で、425µg)、ブロッコリー(生、307µg)、大豆油(234µg)
ビタミンK2(MK-4)が多い食品
鶏卵(黄身、64µg)、鶏(もも、27µg)、バター(21µg)、マヨネーズ(197µg)
ビタミンK2(MK-7)が多い食品
納豆(939µg)
納豆菌はビタミンKを生成しておりビタミンKの含有量が高い。

### 摂取状況
日本の若い女性での摂取状況に関する報告によると、主な摂取源は
- 49% - 野菜
- 28% - 大豆製品(主に納豆)[62]

となっている。

### 相互作用
- ビタミンK製剤は抗血液凝固薬ワルファリンとは拮抗する成分であり、ワルファリンを摂取している患者には、ビタミンKの過剰摂取は禁忌である[63]。また、ワルファリンを服用している場合、納豆・青汁・クロレラなどの摂取は避けるべきであり、必ず医師と相談する必要がある。同様に、種々のビタミンKの作用を阻害するアンタゴニスト類（英語版）の摂取にも注意が必要である。
- ビタミンEとビタミンK1(フィロキノン)の間には相互作用があり、ビタミンEは体内のビタミンK1の活性または量を減少させる。

## 体内動態
ビタミンKは、小腸から吸収されカイロミクロンにとりこまれ、リンパを介して肝臓に移行する。肝臓では、アポリポタンパクEリセプターを介してカイロミクロンレムナントから外れる。肝臓に運ばれたビタミンKは、血液凝固に関わる因子を活性化するために利用されるほか、LDLを介して血中を移動し臓器へ運ばれる。最終的には側鎖がω酸化ならびにβ酸化され、グルクロン酸抱合体となって尿から排泄される。
野菜類のビタミンKは吸収されにくく、サプリメントや植物油脂に含まれるビタミンKはよく吸収される。ビタミンKの代謝は、K1、MK-4および側鎖の長いMKで非常に異なっていて、納豆に含まれるMK-7はよく吸収され活性が高く、MK-4は半減期が非常に短い。

### 組織分布
ヒトでの研究によると、ビタミンK1は膵臓、肝臓、心臓に比較的多く存在している。ビタミンK2(MK-4)は膵臓、腎臓、脳、肝臓に多い。
MK-4/K1の比でみると、腎臓と脳にはK1の6-7倍のMK-4が存在しておりビタミンK2には未知の機能がまだあるのではないかとする意見もある。
血液中ではLDL、HDL、トリグリセライド(中性脂肪)にビタミンK1が多い。
細胞内ではミトコンドリアに比較的多いとする報告がある。

## 阻害剤
ビタミンKの作用を抑える薬物のこと。拮抗薬ともアンタゴニストとも言う。代表的なアンタゴニストとしてワルファリンがある。
阻害剤の影響
- ビタミンK阻害剤を投与した患者では、MGP欠損マウスと同様の動脈石灰化がみられるとする報告がある[70][71]。
- ビタミンK阻害剤のフルインジオン (fluindione) を老人に投与したところ認知機能が悪化する頻度が高くなったとする報告がある[72]。

## 安全性

### 静脈注射
ビタミンK1(フィトナジオン)の静脈注射では、稀にアナフィラキシー様の反応が起こることが報告されている。

### 過剰障害
- 経口摂取で副作用は知られておらず、食事摂取基準において許容上限摂取量は設定されていない[74]。

### 発がん性
IARCは、ビタミンKを「ヒトに対する発がん性について分類できない」グループ3に指定している。

## 法規制

### 日本
食薬区分
ビタミンK（K1のフィトナジオン／K3のメナジオン）は、成分本質 (原材料) では医薬品でないものに区分されているので、効果・効能を謳わない限りは、食品扱いとなる。
食品添加物
アルトロバクター属培養液から得られるビタミンK抽出物（ビタミンK2のメナキノン）は、既存添加物に指定されており、食品添加物（強化剤）として使用できる。(その他のビタミンKは指定されていないことに留意)

## 歴史
1929年、デンマーク人のカール・ピーター・ヘンリク・ダムはコレステロールの研究のためニワトリにコレステロール除去食を与える実験を行った。ニワトリは数週間のうちに出血し始めたが、コレステロール除去食に純粋なコレステロールを加えてもこの現象を止めることができなかった。つまりコレステロール以外の何かが一緒に除去されていることになり、それを凝血ビタミン(Koagulationsvitamin)と呼ぶことにした。これがビタミンKの発見である。その構造や性質を明らかにしたのはセントルイス大学のエドワード・アダルバート・ドイジーらで、二人は1943年のノーベル生理学・医学賞を受賞したが、ビタミンKの正確な機能が判明したのは1974年になってからである。